# رازي (خوي)
رازي هي قرية في مقاطعة خوي، إيران. يقدر عدد سكانها بـ 914 نسمة بحسب إحصاء 2016.